# Фирек (Передняя Померания)
Фирек (нем. Viereck) — община в Германии, районный центр, расположен в земле Мекленбург-Передняя Померания.
Входит в состав района Иккер-Рандов. Подчиняется управлению Иккер-Рандов-Таль. Население составляет 1356 человек (2009); в 2003 г. — 1460. Занимает площадь 54,74 км².
| Год  | Население |
| ---- | --------- |
| 1991 | 1818      |
| 1995 | 1743      |
| 2000 | 1389      |
| 2005 | 1440      |
| 2010 | 1352      |